# Howard Shore
Howard Leslie Shore (Toronto, 18. listopada 1946.) je kanadski skladatelj, najpoznatiji po glazbi koju sklada za filmove. Do danas je napisao glazbu za preko 80 filmova od koje je svakako najpoznatija ona za trilogiju Gospodara prstenova za koju je osvojio tri prestižne filmske nagrade Oscar. Vrlo često radi s redateljem Davidom Cronenbergom - do sada je skladao glazbu za sve njegove filmove (osim jednog) od 1979. godine.
Shore je također skladao nekoliko koncerata uključujući i jednu operu - Muha - radnjom temeljenu na istoimenom filmu Davida Cronenberga iz 1986. godine koja je svoju premijeru imala u Théâtre du Châtelet u Parizu 2. srpnja 2008. godine.
Uz to što je osvojio tri Oscara, Shore je također nagrađen i dvama Zlatnim globusima, a u svojoj kolekciji vlasnik je i četiri nagrade Grammy. Ujak je filmskom skladatelju Ryana Shorea.

## Rani život i karijera
Shore je rođen u Torontu, Ontario, Kanada. Sin je Bernice (rođena Ash) i Maca Shorea. Studirao je glazbu na glazbenom sveučilištu Berklee u Bostonu nakon što je maturirao na institutu Forest Hill Collegiate. Od 1969. do 1972. godine bio je član glazbene skupine Lighthouse. 1970. godine bio je glazbeni direktor televizijskog programa The Hart & Lorne Terrific Hour kojeg su kreirali Lorne Michaels i Hart Pomerantz, ali koji nije dugo trajao. Shore je skladao glazbu za kanadskog mađioničara Douga Henninga 1974. godine, a bio je glavni glazbeni direktor kasnonoćne NBC-jeve komične emisije Saturday Night Live od 1975. do 1980. godine, pojavljujući se u mnogim glazbenim skečevima uključujući Howard Shore and His All-Nurse Band i skeču Johna Belushija i Dana Aykroyda u kojem je bio obučen kao pčelar. Također je njima dvojici predložio naslov njihovog kasnijeg filma Braća Blues.

## Skladanje filmske glazbe

### 1979. – 2000.
Shoreov prvi rad na filmskoj glazbi bio je za prvi film Davida Cronenberga The Brood iz 1979. godine. Shore će nastaviti skladati glazbu za sve Cronenbergove kasnije filmove, izuzev Mrtve zone iz 1983. godine koju je skladao Michael Kamen. Prvi film za koji je Shore skladao glazbu, a da ga nije režirao Cronenberg bio je Scorseseov U sitne sate.
Nakon toga, Shore je skladao glazbu za još jedan Cronenbergov film - Muha. Dvije godine kasnije skladao je glazbu za film Veliki kojeg je režirao Penny Marshall, a u kojem je glavnu ulogu ostvario Tom Hanks. Ponovno ga je rad spojio s Cronenbergom kada je skladao glazbu za dva njegova filma: Dead Ringers (1988.) i Goli ručak (1991. godine).
1991. godine Shore je skladao glazbu za cijenjeni film Kad jaganjci utihnu u kojem su glavne uloge ostvarili Jodie Foster i Anthony Hopkins. Film je režirao Jonathan Demme. Shore je za rad na ovom filmu zaradio svoju prvu nominaciju za nagradu BAFTA u kategoriji najbolje originalne glazbe. Sam film postao je tek treći film u povijesti koji je uspio osvojiti svih pet najvažnijih nagrada Oscar (najbolji film, redatelj, glavni glumac, glavna glumica, scenarij). Shore je danas jedini živi skladatelj koji je skladao film koji se ubraja u "Top 5 Oskarovskih filmova".
Tijekom 1993. godine skladao je glazbu za filmove M. Butterfly (još jedna suradnja s redateljem Cronenbergom), Philadelphia (njegova druga suradnja s redateljem Jonathanom Demmeom) te Tatica u suknji, redatelja Chrisa Columbusa. Potonja dva bila su vrlo uspješna; zahvaljujući ulozi u filmu Philadelphia Tom Hanks je osvojio svoju prvu nagradu Oscar za glumu. Sljedeće godine Shore je skladao glazbu za još tri filma: Klijent, Ed Wood i Ničija budala. Film Ed Wood se posebno ističe zbog toga što je to jedan od samo dva filma redatelja Tima Burtona za koje glazbu nije skladao njegov česti suradnik Danny Elfman.
U razdoblju od 1995. do 2001. godine Shore je nastavio skladati glazbu za mnoge filmove uključujući i dva filma redatelja Davida Finchera (Sedam i Igra). Također je ponovno surađivao na dva filma redatelja Cronenberga, a skladao je glazbu i za redateljski debi Toma Hanksa - That Thing You Do!.

### 2001. – 2005.
Najveći dosadašnji uspjeh Howarda Shorea dogodio se 2001. godine kad je ovaj skladatelj skladao glazbu za hit Gospodar prstenova: Prstenova družina, prvi film izuzetno cijenjene filmske trilogije Gospodar prstenova snimljene prema istoimenim romanima autora J. R. R. Tolkiena. Kada je objavljena vijest da će upravo Shore skladati glazbu neki su se našli iznenađeni budući je on do tada bio poznat po mračnim filmova, a do tada također nikad nije skladao glazbu za epski film ovakvih proporcija. Međutim, glazba se pokazala izuzetno uspješnom pa je zahvaljujući njoj Shore osvojio svoju prvu nagradu Oscar, kao i nagradu Grammy. Također je bio nominiran za nagrade BAFTA i Zlatni globus.
Sljedeće godine Shore je skladao glazbu za filmove Soba panike, Bande New Yorka (umjesto Elmera Bernsteina) i Gospodar prstenova: Dvije kule, drugi film iz poznate trilogije. Potonja dva filma nominirana su u kategoriji najboljeg filma na Oscarima, premda niti jedan nije dobio nagradu. Zbog novog pravila kojeg je te godine uvela Akademija koja dodjeljuje nagradu Oscar, a koje je glasilo da u kategoriji najbolje originalne glazbe ne može biti nominirana glazba nastavaka ako sadržava elemente prethodnog nastavka, Shoreove teme iz filma Dvije kule nisu se našle u utrci za ovu prestižnu filmsku nagradu. Ovo pravilo naišlo je na snažan otpor i pokazalo se vrlo nepopularnim, jer da je isto postojalo ranije nikada se ne bi mogao niti jedan filmski nastavak nalaziti u toj kategoriji (prvenstveno Ratovi zvijezda ili Indiana Jones). Rezultat svega je bilo ukidanje pravila od strane Akademije već sljedeće godine. Ipak, Shore je za rad na filmu Bande New Yorka zaradio nominaciju za nagradu BAFTA.
2003. godine Shore je skladao glazbu za posljednji film iz trilogije - Gospodar prstenova: Povratak kralja. Film se pokazao najuspješnijim ne samo u trilogiji, već najuspješnijim filmom te godine. Shore je za film osvojio drugog i trećeg Oscara - jednog u kategoriji originalne glazbe, a drugog u kategoriji originalne pjesme ("Into the West") kojeg je podijelio s Fran Walsh i Annie Lennox. Sam film Gospodar prstenova: Povratak kralja nominiran je u 11 kategorija za nagradu Oscar od kojih je pobijedio u doslovno svima - izjednačivši se tako kao najnagrađivaniji oskarovski naslov s Ben-Hurom (1959.) i Titanicom (1997.). U konačnici je kompletna glazba za trilogiju Gospodara prstenova postala jedna od najuspješnijih svih vremena te uvjerljivo najveći uspjeh u Shoreovoj karijeri.
Godinu iza Shore je ponovno surađivao s uglednim redateljem Martinom Scorseseom, skladavši glazbu za njegov epski film Avijatičar. Rad na tom filmu donio mu je drugu nagradu Zlatni globus čime je postao drugi skladatelj koji je osvojio dvije nagrade Zlatni globus za redom u kategoriji originalne glazbe. Za taj film također je dobio i šestu nominaciju za nagradu Grammy te petu nominaciju za nagradu BAFTA.
2005. godine ponovno je surađivao s redateljem Cronenbergom na njegovom filmu Povijest nasilja u kojem je glavnu ulogu ostvario Viggo Mortensen. Film je polučio uspjeh i dobio dvije nominacije za nagradu Oscar. Sljedeće godine po četvrti put je surađivao sa Scorseseom, ovaj put za film Pokojni. Sam film postao je veliki uspjeh, osvojivši četiri nagrade Oscar uključujući i one u kategorijama najboljeg redatelja - dugo očekivanog za Scorsesea - te najboljeg filma.
Iako je Shore trebao skladati glazbu za film King Kong (zapravo je već i snimio većinu glazbe) kasnije ga je zamijenio James Newton Howard zbog "različitosti u kreativnom razmišljanju o samoj glazbi" između skladatelja i redatelja. Njegov odlazak s rada na filmu bio je rezultat zajedničkog dogovora njega i Petera Jacksona. Unatoč navedenome, Shore je imao malu cameo ulogu pred kraj filma kao dirigent orkestra u kazalištu koji izvodi glazbu Maxa Steinera iz originalne verzije filma 1933. godine.

### 2006. - do danas
Shore je 2007. godine skladao glazbu za videoigru Sould of the Ultimate Nation. Tijekom iste godine skladao je glazbu za filmove Posljednja Mimzy i Ruska obećanja od kojih je potonja bila još jedna suradnja s redateljem Cronenbergom koja mu je donijela četvrtu nominaciju za nagradu Zlatni globus. 2008. godine skladao je glazbu za film Sumnja u kojem glumi Meryl Streep, a kojeg je režirao John Patrick Shanley. Film je ostvario popriličan uspjeh, zaradivši pet nominacija za nagradu Oscar.
2010. godine Shore je napisao glazbu za treći nastavak Sumrak sage, nastavivši tako rad koji su započeli Carter Burwell i Alexandre Desplat. Također je skladao glazbu za film Na rubu tame u kojem glavnu ulogu tumači Mel Gibson.
U 2011. godini Shore je skladao glazbu za film A Dangerous Method čime je nastavio svoju uspješnu dugogodišnju suradnju s redateljem Davidom Cronenbergom. Iste godine skladao je glazbu za film Martina Scorsesea, Hugo, što je označilo njihovu petu zajedničku suradnju. Za taj rad Shore je zaradio šestu nominaciju za nagradu Zlatni globus te četvrtu za nagradu Oscar.
Shoreovi budući projekti uključuju skladanje glazbe za filmove The Spider redatelja Roberta Sigla te Hobit: Neočekivano putovanje redatelja Petera Jacksona koji je trenutno u fazi produkcije. Također u planu ima i skladanje za filmove Sinatra i The Rise of Theodore Roosevelt od kojih je oba režirao Martin Scorsese i koji su predviđeni za kino distribuciju tijekom 2012. godine.

## Nagrade
Shore sveukupno ima četiri nominacije za nagradu Oscar od kojih je osvojio tri: dva za najbolju originalnu glazbu (Gospodar prstenova: Prstenova družina (2001. godine) i Gospodar prstenova: Povratak kralja (2003. godine)), a jedan za najbolju originalnu pjesmu (Gospodar prstenova: Povratak kralja).
Što se nagrade Zlatni globus tiče, Shore do danas ima šest nominacija od kojih je osvojio dva za redom (Gospodar prstenova: Povratak kralja 2003. i Avijatičar 2004. godine) što ga čini tek drugim skladateljom (nakon Alana Menkena) kojemu je to uspjelo.
Također je osvojio i tri nagrade Grammy za redom za najbolju glazbu za svaki od filmova iz serijala Gospodar prstenova, a još jednu je primio i u kategoriji najbolje pjesme za Povratak kralja. Skladatelj također ima i pet nominacija za nagradu BAFTA, ali do danas nije uspio osvojiti niti jednu.

## Vanjske poveznice
- Howard Shore u internetskoj bazi filmova IMDb-u (engl.)
- Howard Shore at Soundtrackguide.net
- Howard Shore at The Danish Filmmusic Society (DFS)
- Howard Shore Interview at Tracksounds  Arhivirana inačica izvorne stranice od 15. prosinca 2006. (Wayback Machine)